# フリーラインスケート

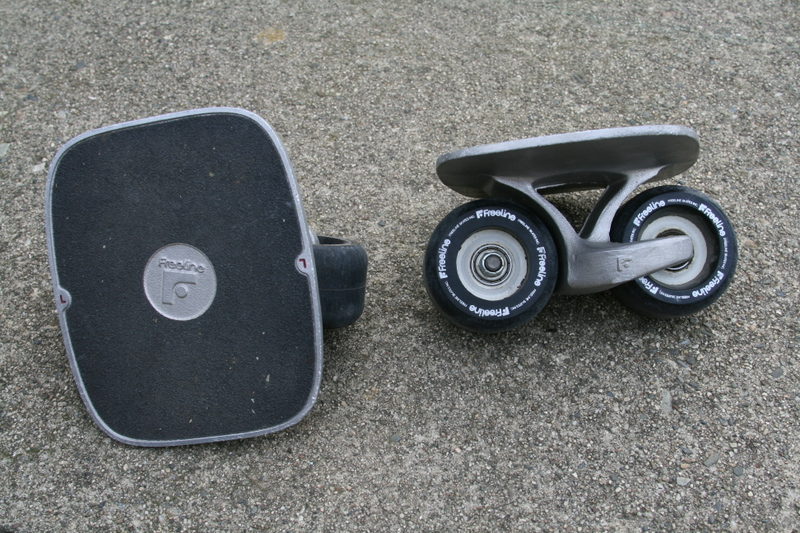
Freeline

フリーラインスケート (Freeline skates) とは、米国の Freeline Sports, Inc. が Freeline の商標で販売していた商品。
車輪の付いた左右一組の乗り物。殆ど同じ形状をしているが、左右があり、L、R等の表示がされている。通常、足を固定するための拘束具はつけないが、ランプなどのエアトリック時にはバインディングもサードパーティーから用意されている。使用者はスケートボードと同じデッキテープを貼ったデッキに直接靴を履いた足で乗る。スケートボードのようなプッシュと呼ばれる片足で地面を蹴って進む動作はしない。チックタックのように漕ぐ動作により加速・移動し、坂が上れることを特徴としている。また、ダウンヒルも十分に行うことが可能な強度も有する。トリックはユーザーにより日々数を増やしており、米販売元は次世代スケートボードとのキャッチフレーズで発売した。
Freeline Sports, Inc.はすでに倒産し、現在はフリーラインスケートの生産はされていないが、このスポーツを存続させるためにFreeline Sports, Inc.と関わりのあった4人のトップフリースケートライダー・インフルエンサーがJMKRIDEを2015年に設立した。

## 主な技（トリック）
- 180（ワンエイティ）- 半回転。レギュラー／グーフィーそれぞれにフロントサイド／バックサイド、合計4種類ある。
- 360（スリーシックスティ）- 1回転。（180同様に4種類）
- 540（ファイブフォーティ）- 1回転半。（180同様に4種類）
- 720（セブントゥエニィ）- 2回転。※これ以上の回転も可能。（180同様に4種類）
- ワンフッター - 片足でフリーラインに乗る技。進行方向に向かって前足に乗るフロントフッター／後足に乗るバックフッターがある。
- バックサイドスローバック - 後ろ足をフリーラインから放し、その片足状態のまま体を返し前でキャッチする技。
- パワースライド - ダイナミックに両足でブレーキをかける技。

## 各部名称
- デッキ - 上面の足を乗せる部分。
- デッキテープ - デッキ上部に張り付ける滑り止めテープ。専用のサイズにカットされたものがある。スケートボード用のものをカットして利用する場合もある。
- ウィール - 回転する車輪の部分。左右にそれぞれ2輪、ワンセットで計4輪。
- アーム - ウィール取付軸を支持するサポート構造部分。
- ベアリング - ウィールをアームに取り付ける軸受け部品。各ウィールに対して2個、計8個必要。
- ナット - ウィール・ベアリングをアームに取り付ける締め付け部品。各ウィールに対して1個、計4個必要。
- ワッシャ - ベアリング軸受け部・ナット間にクリアランスを持たせる部品。各ウィールに対して2個、計8個必要。
- スペーサー - ウィールを挟んで装着する左右のベアリングの間隔を保持する部品。各ウィールに対して1個、計4個必要。